# Squash-Mannschaftsweltmeisterschaft 2017/Kader
Dieser Artikel enthält die Kader der 24 Nationalmannschaften bei der Squash-Mannschaftsweltmeisterschaft 2017 in Marseille, Frankreich.

## Gruppe A

### Ägypten
| Agypten | Rang | Name              | Geburtsdatum       | WRL | Einsätze | Siege | Niederlagen |
| ------- | ---- | ----------------- | ------------------ | --- | -------- | ----- | ----------- |
| Agypten | 1.   | Karim Abdel Gawad | 30. Juli 1991      | 2   | 5        | 5     | −           |
| Agypten | 2.   | Ali Farag         | 22. April 1992     | 4   | 4        | 4     | −           |
| Agypten | 3.   | Marwan Elshorbagy | 30. Juli 1993      | 6   | 5        | 5     | −           |
| Agypten | 4.   | Ramy Ashour       | 30. September 1987 | 11  | 2        | 2     | −           |

### Pakistan
| Pakistan | Rang | Name           | Geburtsdatum     | WRL | Einsätze | Siege | Niederlagen |
| -------- | ---- | -------------- | ---------------- | --- | -------- | ----- | ----------- |
| Pakistan | 1.   | Farhan Zaman   | 9. März 1993     | 58  | 5        | 2     | 3           |
| Pakistan | 2.   | Shahjahan Khan | 5. März 1995     | 157 | 4        | 2     | 2           |
| Pakistan | 3.   | Amaad Fareed   | 5. März 1996     | 162 | 2        | −     | 2           |
| Pakistan | 4.   | Asim Khan      | 29. Oktober 1996 | 184 | 3        | 1     | 2           |

### Schweiz
| Schweiz | Rang | Name              | Geburtsdatum    | WRL | Einsätze | Siege | Niederlagen |
| ------- | ---- | ----------------- | --------------- | --- | -------- | ----- | ----------- |
| Schweiz | 1.   | Nicolas Müller    | 24. August 1989 | 27  | 5        | 4     | 1           |
| Schweiz | 2.   | Dimitri Steinmann | 14. Juli 1997   | 97  | 5        | 1     | 4           |
| Schweiz | 3.   | Reiko Peter       | 31. März 1989   | 309 | 4        | 1     | 3           |
| Schweiz | 4.   | Roman Allinckx    | 30. August 1998 | 237 | 3        | −     | 3           |

## Gruppe B

### England
| England | Rang | Name            | Geburtsdatum      | WRL | Einsätze | Siege | Niederlagen |
| ------- | ---- | --------------- | ----------------- | --- | -------- | ----- | ----------- |
| England | 1.   | Nick Matthew    | 25. Juli 1980     | 5   | 5        | 4     | 1           |
| England | 2.   | James Willstrop | 15. August 1983   | 10  | 6        | 5     | 1           |
| England | 3.   | Daryl Selby     | 3. November 1982  | 15  | 4        | 4     | −           |
| England | 4.   | Adrian Waller   | 26. Dezember 1989 | 32  | 2        | 2     | −           |

### Finnland
| Finnland | Rang | Name          | Geburtsdatum       | WRL | Einsätze | Siege | Niederlagen |
| -------- | ---- | ------------- | ------------------ | --- | -------- | ----- | ----------- |
| Finnland | 1.   | Olli Tuominen | 15. April 1979     | 47  | 4        | 1     | 3           |
| Finnland | 2.   | Miko Äijänen  | 18. Juli 1997      | 151 | 5        | 2     | 3           |
| Finnland | 3.   | Jami Äijänen  | 18. April 1996     | 138 | 6        | 1     | 5           |
| Finnland | 4.   | Matias Tuomi  | 30. September 1985 | 139 | 3        | –     | 3           |

### Argentinien
| Argentinien | Rang | Name              | Geburtsdatum     | WRL | Einsätze | Siege | Niederlagen |
| ----------- | ---- | ----------------- | ---------------- | --- | -------- | ----- | ----------- |
| Argentinien | 1.   | Leandro Romiglio  | 11. Februar 1991 | 85  | 5        | 2     | 3           |
| Argentinien | 2.   | Robertino Pezzota | 10. März 1983    | 94  | 5        | 3     | 2           |
| Argentinien | 3.   | Juan Pablo Roude  | 19. Januar 1989  | 259 | 2        | –     | 2           |
| Argentinien | 4.   | Rodrigo Obregón   | 30. Juli 1995    | 297 | 2        | 1     | 1           |

## Gruppe C

### Frankreich
| Frankreich | Rang | Name              | Geburtsdatum      | WRL | Einsätze | Siege | Niederlagen |
| ---------- | ---- | ----------------- | ----------------- | --- | -------- | ----- | ----------- |
| Frankreich | 1.   | Grégory Gaultier  | 23. Dezember 1982 | 1   | 5        | 5     | −           |
| Frankreich | 2.   | Grégoire Marche   | 3. März 1990      | 23  | 4        | 2     | 2           |
| Frankreich | 3.   | Mathieu Castagnet | 14. November 1986 | 30  | 4        | 3     | 1           |
| Frankreich | 4.   | Lucas Serme       | 25. Februar 1992  | 45  | 4        | 4     | −           |

### Kanada
| Kanada | Rang | Name           | Geburtsdatum      | WRL | Einsätze | Siege | Niederlagen |
| ------ | ---- | -------------- | ----------------- | --- | -------- | ----- | ----------- |
| Kanada | 1.   | Nick Sachvie   | 22. Dezember 1991 | 64  | 6        | 1     | 5           |
| Kanada | 2.   | Shawn Delierre | 25. Mai 1982      | 72  | 5        | 3     | 2           |
| Kanada | 3.   | Andrew Schnell | 1. November 1991  | 76  | 3        | 2     | 1           |
| Kanada | 4.   | Michael McCue  | 19. März 1993     | 89  | 3        | 1     | 2           |

### Irland
| Irland | Rang | Name          | Geburtsdatum      | WRL | Einsätze | Siege | Niederlagen |
| ------ | ---- | ------------- | ----------------- | --- | -------- | ----- | ----------- |
| Irland | 1.   | Arthur Gaskin | 16. Januar 1985   | 137 | 5        | 1     | 4           |
| Irland | 2.   | Brian Byrne   | 16. November 1984 | 143 | 5        | −     | 5           |
| Irland | 3.   | Sean Conroy   | 1. Juni 1994      | 182 | 4        | 2     | 2           |
| Irland | 4.   | Conor O’Hare  | 15. Dezember 1988 | −   | −        | −     | −           |

## Gruppe D

### Australien
| Australien | Rang | Name           | Geburtsdatum     | WRL | Einsätze | Siege | Niederlagen |
| ---------- | ---- | -------------- | ---------------- | --- | -------- | ----- | ----------- |
| Australien | 1.   | Ryan Cuskelly  | 15. Juli 1987    | 16  | 5        | 3     | 2           |
| Australien | 2.   | Cameron Pilley | 27. Oktober 1982 | 19  | 5        | 4     | 1           |
| Australien | 3.   | Rex Hedrick    | 1. November 1988 | 57  | 2        | 2     | −           |
| Australien | 4.   | Zac Alexander  | 11. Februar 1989 | 108 | 3        | 2     | 1           |

### Wales
| Wales | Rang | Name        | Geburtsdatum      | WRL | Einsätze | Siege | Niederlagen |
| ----- | ---- | ----------- | ----------------- | --- | -------- | ----- | ----------- |
| Wales | 1.   | Joel Makin  | 27. Oktober 1994  | 42  | 4        | 1     | 3           |
| Wales | 2.   | Peter Creed | 31. März 1987     | 63  | 6        | 4     | 2           |
| Wales | 3.   | Emyr Evans  | 25. November 1996 | 147 | 5        | 1     | 4           |
| Wales | 4.   | David Haley | 20. August 1991   | 210 | 3        | 1     | 2           |

### Tschechien
| Tschechien | Rang | Name           | Geburtsdatum       | WRL | Einsätze | Siege | Niederlagen |
| ---------- | ---- | -------------- | ------------------ | --- | -------- | ----- | ----------- |
| Tschechien | 1.   | Daniel Mekbib  | 4. Juli 1992       | 112 | 4        | 2     | 2           |
| Tschechien | 2.   | Martin Švec    | 24. Oktober 1994   | 124 | 4        | 1     | 3           |
| Tschechien | 3.   | Ondřej Uherka  | 24. September 1991 | 141 | 3        | 1     | 2           |
| Tschechien | 4.   | Jakub Solnický | 16. Dezember 1994  | 293 | 3        | 1     | 2           |

## Gruppe E

### Hongkong
| Hongkong | Rang | Name           | Geburtsdatum       | WRL | Einsätze | Siege | Niederlagen |
| -------- | ---- | -------------- | ------------------ | --- | -------- | ----- | ----------- |
| Hongkong | 1.   | Max Lee        | 9. Januar 1988     | 28  | 5        | 2     | 3           |
| Hongkong | 2.   | Leo Au         | 1. Februar 1990    | 26  | 4        | 4     | −           |
| Hongkong | 3.   | Yip Tsz-Fung   | 19. September 1993 | 29  | 5        | 4     | 1           |
| Hongkong | 4.   | Tang Ming-Hong | 23. Juli 1993      | 113 | −        | −     | −           |

### Spanien
| Spanien | Rang | Name          | Geburtsdatum      | WRL | Einsätze | Siege | Niederlagen |
| ------- | ---- | ------------- | ----------------- | --- | -------- | ----- | ----------- |
| Spanien | 1.   | Borja Golán   | 6. Januar 1983    | 18  | 3        | 1     | 2           |
| Spanien | 2.   | Iker Pajares  | 22. März 1996     | 68  | 5        | 1     | 4           |
| Spanien | 3.   | Carlos Cornes | 29. April 1989    | 96  | 5        | 3     | 2           |
| Spanien | 4.   | Bernat Jaume  | 19. November 1995 | 131 | 4        | 4     | −           |

### Irak
| Irak | Rang | Name             | Geburtsdatum      | WRL | Einsätze | Siege | Niederlagen |
| ---- | ---- | ---------------- | ----------------- | --- | -------- | ----- | ----------- |
| Irak | 1.   | Mohammed Hasan   | 7. Juni 1994      | 278 | 4        | −     | 4           |
| Irak | 2.   | Hasanain Dakheel | 10. November 1993 | 386 | 4        | 3     | 1           |
| Irak | 3.   | Rasool Alsultani | 1. März 1990      | 463 | 3        | 1     | 2           |
| Irak | 4.   | Husham Al-Saadi  | 12. März 1993     | 491 | 4        | −     | 4           |

## Gruppe F

### Neuseeland
| Neuseeland | Rang | Name             | Geburtsdatum       | WRL | Einsätze | Siege | Niederlagen |
| ---------- | ---- | ---------------- | ------------------ | --- | -------- | ----- | ----------- |
| Neuseeland | 1.   | Paul Coll        | 9. Mai 1992        | 9   | 6        | 6     | −           |
| Neuseeland | 2.   | Campbell Grayson | 4. März 1986       | 37  | 6        | 4     | 2           |
| Neuseeland | 3.   | Evan Williams    | 20. September 1989 | 87  | 5        | 1     | 4           |
| Neuseeland | 4.   | Ben Grindrod     | 19. April 1994     | 133 | 1        | −     | 1           |

### Vereinigte Staaten
| Vereinigte Staaten | Rang | Name               | Geburtsdatum       | WRL | Einsätze | Siege | Niederlagen |
| ------------------ | ---- | ------------------ | ------------------ | --- | -------- | ----- | ----------- |
| Vereinigte Staaten | 1.   | Todd Harrity       | 16. September 1990 | 51  | 6        | 3     | 3           |
| Vereinigte Staaten | 2.   | Christopher Gordon | 17. Juli 1986      | 60  | 6        | 2     | 4           |
| Vereinigte Staaten | 3.   | Chris Hanson       | 12. Dezember 1990  | 79  | 5        | 4     | 1           |
| Vereinigte Staaten | 4.   | Faraz Khan         | 12. September 1993 | 83  | −        | −     | −           |

### Südafrika
| Sudafrika | Rang | Name              | Geburtsdatum    | WRL | Einsätze | Siege | Niederlagen |
| --------- | ---- | ----------------- | --------------- | --- | -------- | ----- | ----------- |
| Sudafrika | 1.   | Thoboki Mohohlo   | 30. Juli 1990   | 131 | 3        | −     | 3           |
| Sudafrika | 2.   | Christo Potgieter | 1. Juni 1987    | 325 | 4        | 1     | 3           |
| Sudafrika | 3.   | Rodney Durbach    | 18. April 1972  | −   | 4        | 2     | 2           |
| Sudafrika | 4.   | Gary Wheadon      | 1. Februar 1981 | −   | 3        | 1     | 2           |

## Gruppe G

### Deutschland
| Deutschland | Rang | Name            | Geburtsdatum       | WRL | Einsätze | Siege | Niederlagen |
| ----------- | ---- | --------------- | ------------------ | --- | -------- | ----- | ----------- |
| Deutschland | 1.   | Simon Rösner    | 5. November 1987   | 12  | 6        | 6     | −           |
| Deutschland | 2.   | Raphael Kandra  | 29. Oktober 1990   | 41  | 3        | 2     | 1           |
| Deutschland | 3.   | Rudi Rohrmüller | 19. Oktober 1991   | −   | 3        | 2     | 1           |
| Deutschland | 4.   | Valentin Rapp   | 16. September 1992 | 274 | 4        | 2     | 2           |

### Schottland
| Schottland | Rang | Name             | Geburtsdatum       | WRL | Einsätze | Siege | Niederlagen |
| ---------- | ---- | ---------------- | ------------------ | --- | -------- | ----- | ----------- |
| Schottland | 1.   | Alan Clyne       | 25. Juli 1986      | 24  | 6        | 2     | 4           |
| Schottland | 2.   | Greg Lobban      | 12. August 1992    | 40  | 5        | 3     | 2           |
| Schottland | 3.   | Douglas Kempsell | 13. April 1993     | 101 | 4        | 1     | 3           |
| Schottland | 4.   | Kevin Moran      | 13. September 1990 | 242 | 2        | 1     | 1           |

### Jamaika
| Jamaika | Rang | Name               | Geburtsdatum      | WRL | Einsätze | Siege | Niederlagen |
| ------- | ---- | ------------------ | ----------------- | --- | -------- | ----- | ----------- |
| Jamaika | 1.   | Christopher Binnie | 26. Januar 1989   | 73  | 5        | 2     | 3           |
| Jamaika | 2.   | Lewis Walters      | 26. Februar 1988  | 213 | 5        | 1     | 4           |
| Jamaika | 3.   | Bruce Borrowes     | 14. November 1989 | −   | 3        | −     | 3           |
| Jamaika | 4.   | Dane Schwier       | 6. Januar 1989    | −   | 1        | −     | 1           |

## Gruppe H

### Indien
| Indien | Rang | Name                | Geburtsdatum      | WRL | Einsätze | Siege | Niederlagen |
| ------ | ---- | ------------------- | ----------------- | --- | -------- | ----- | ----------- |
| Indien | 1.   | Saurav Ghosal       | 10. August 1986   | 21  | 4        | −     | 4           |
| Indien | 2.   | Vikram Malhotra     | 16. November 1989 | 61  | 5        | 2     | 3           |
| Indien | 3.   | Harinder Pal Sandhu | 23. Juli 1988     | 69  | 4        | 2     | 2           |
| Indien | 4.   | Mahesh Mangaonkar   | 23. März 1994     | 69  | 5        | 4     | 1           |

### Malaysia
| Malaysia | Rang | Name                 | Geburtsdatum    | WRL | Einsätze | Siege | Niederlagen |
| -------- | ---- | -------------------- | --------------- | --- | -------- | ----- | ----------- |
| Malaysia | 1.   | Mohd Nafiizwan Adnan | 24. April 1986  | 31  | 6        | 5     | 1           |
| Malaysia | 2.   | Eain Yow Ng          | 26. Januar 1998 | 65  | 6        | 3     | 3           |
| Malaysia | 3.   | Mohd Syafiq Kamal    | 1. August 1996  | 94  | 2        | −     | 2           |
| Malaysia | 4.   | Addeen Idrakie       | 5. Januar 1994  | 110 | 4        | 2     | 2           |

### Österreich
| Osterreich | Rang | Name                 | Geburtsdatum      | WRL | Einsätze | Siege | Niederlagen |
| ---------- | ---- | -------------------- | ----------------- | --- | -------- | ----- | ----------- |
| Osterreich | 1.   | Aqeel Rehman         | 12. Dezember 1985 | 106 | 5        | 3     | 2           |
| Osterreich | 2.   | Jakob Dirnberger     | 7. Mai 1980       | 288 | 5        | −     | 5           |
| Osterreich | 3.   | Paul Mairinger       | 3. März 1997      | −   | 3        | −     | 3           |
| Osterreich | 4.   | Lukas Windischberger | 12. November 1991 | −   | 2        | −     | 2           |